# Julia Roberts
Julia Fiona Roberts (Smyrna, Georgia, 28 de octubre de 1967) es una actriz de cine y televisión estadounidense, ganadora del premio Óscar a la mejor actriz,así como de tres Globos de Oro en las categorías de mejor actriz en drama, mejor actriz en comedia o musical y mejor actriz de reparto, un BAFTA a la mejor actriz, premio del Sindicato de Actores a la mejor actriz protagonista, Premio del Festival Internacional de Cine de San Sebastián y 54 premios más.
Conocida por sus interpretaciones en películas como Magnolias de acero (1989), Pretty Woman (1990), El informe Pelícano (1993), La boda de mi mejor amigo (1997), Notting Hill (1999), Runaway Bride (1999), Ocean's Eleven (2001) y La Mexicana (2001) se convirtió en la actriz mejor pagada en el año 2000, cuando protagonizó la película Erin Brockovich y por la que cobró veinte millones de dólares. Es considerada una de las mujeres con mayor poder adquisitivo del cine estadounidense, con una fortuna estimada en 170 millones de dólares.
En 1999 se convirtió en la primera mujer en ser considerada la intérprete más rentable del año por los distribuidores estadounidenses, gracias a los éxitos de Notting Hill y Runaway Bride, manteniendo el liderato femenino durante diez años hasta que Sandra Bullock lo consiguió en 2009 gracias a La propuesta y Un sueño posible.

## Biografía
Julia Roberts o Julia Fiona Roberts (su nombre completo) nació en Smyrna, Georgia, el 28 de octubre de 1967 y fue bautizada como Julia Fiona Roberts. En una entrevista, la actriz narró cómo Martin Luther King y su esposa, Coretta Scott King, eran amigos de sus padres y ayudaron a pagar el hospital donde Julia nació. Sus padres, antes de que ella naciera, habían mantenido un taller de interpretación. Se casaron en 1965 y se divorciaron en 1972. Su madre, Betty Lou Bredemus (1934-2015), contrajo de nuevo matrimonio ese mismo año con Michael Motes, del que se divorciaría en 1983. El padre, Walter Grady Roberts (1933-1977), era vendedor y mantuvo siempre con Roberts una relación muy profunda. Su padre falleció de cáncer de faringe en 1977, cuando la actriz tenía apenas diez años, lo que le afectaría profundamente. Roberts tiene dos hermanos, Eric Roberts (1956) y Lisa Roberts Gillan (1965), ambos actores, y es tía de la también actriz Emma Roberts. Roberts tuvo una hermana por parte materna llamada Nancy Motes (c.1977), quien fallecería el 10 de febrero de 2014 aparentemente por sobredosis. Siempre recuerda que en su casa el ambiente familiar era totalmente liberal y todos los hermanos mantenían entre sí una estrecha relación.
Julia Roberts asistió a la escuela primaria de Fitzhugh, luego continuó sus estudios en Griffin que finalizaría en la High School de Campbell, todas ellas localidades de Smyrna. Siempre quiso ser veterinaria, pero acabó estudiando periodismo. Se trasladó con Lisa a Nueva York e inició su carrera de actriz en 1987 con un pequeño papel en Firehouse, en la que ni siquiera estuvo acreditada. Le costó conseguir otro trabajo, hasta que su hermano Eric, habló con Peter Masterson para que le diera un papel en el drama Blood Red (1989), que no tuvo mucho éxito. La película iba a ser dirigida por el propio Eric junto al fallecido Dennis Hopper. Según E!, Roberts se comparaba a sí misma con el personaje protagonista que realizó en Runaway Bride, ya que había estado comprometida varias veces, y siempre huía antes de casarse.

## Carrera artística

### 1988-1999
Después de participar en numerosos proyectos que no tuvieron demasiada repercusión, Julia Roberts tuvo su primera oportunidad con el personaje de Daisy Arujo en la comedia Mystic Pizza (1988), dirigida por Donald Petrie, además de participar en uno de los episodios de la serie de gran éxito Miami Vice, donde encarnaba a la esposa de un narcotraficante. Después de esta oportunidad le llegaría su primer gran papel con Magnolias de acero (1989), película en la que compartía cartel con actrices tales como Sally Field o Shirley MacLaine, suponiéndole su primer Globo de Oro a la mejor actriz de reparto y su primera candidatura al Óscar en la categoría de Mejor actriz de reparto.

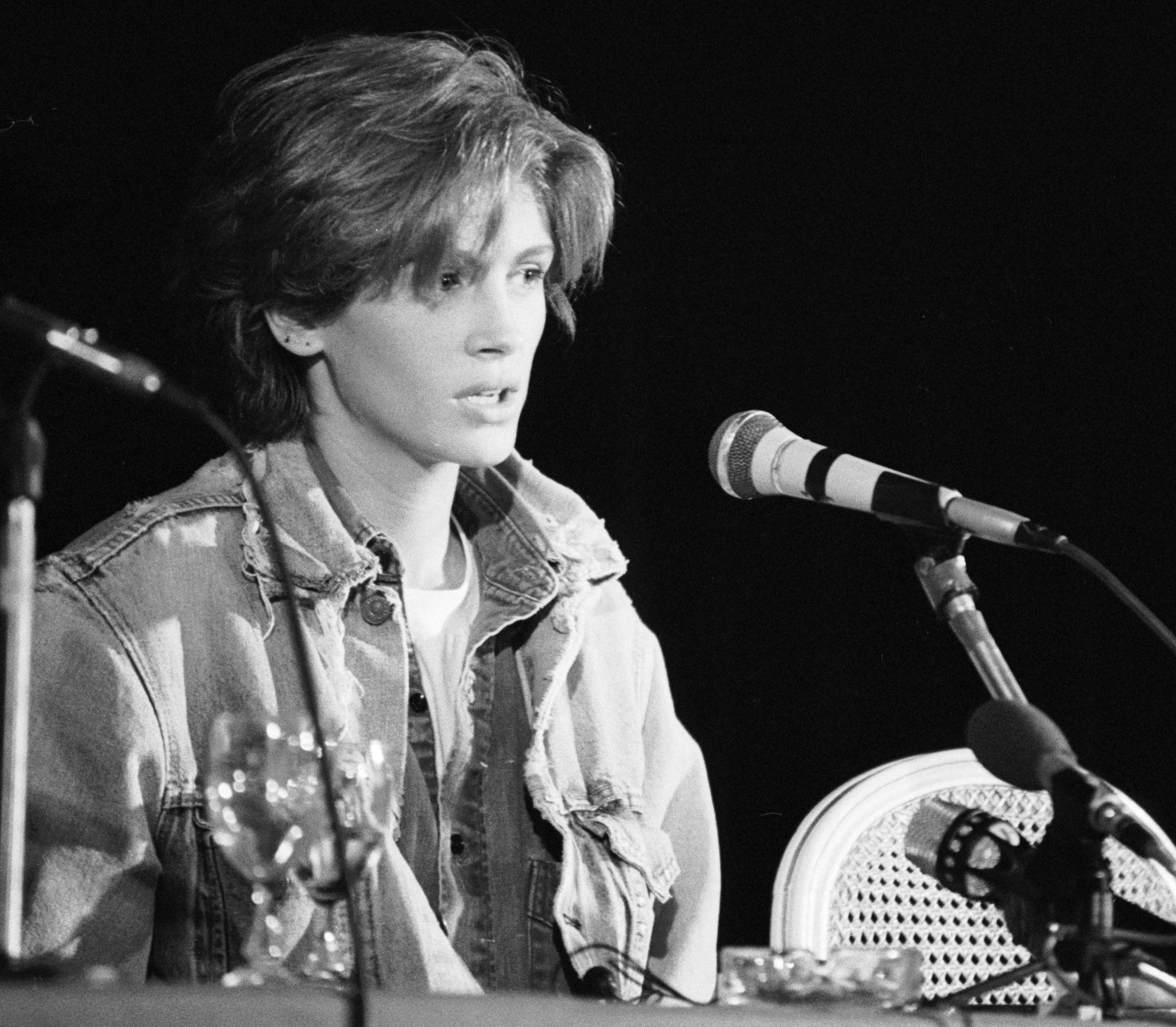
Julia Roberts en 1990.

Posteriormente dio vida a la prostituta Vivian Ward en la comedia romántica Pretty Woman (1990), que protagonizó junto a Richard Gere. La cinta recaudó algo más de 460 millones de dólares en todo el mundo, por la que volvería a ganar el premio Globo de Oro, esta vez en la categoría de Mejor actriz de comedia o musical, así como una nueva candidatura al Óscar como mejor actriz. Tras cosechar otro nuevo éxito en su carrera profesional, vendría contrariamente su primer fracaso por su participación en el thriller Línea Mortal (1990) con Kiefer Sutherland y Kevin Bacon. Pese a ello, volvería a acertar con el drama Durmiendo con su enemigo (1991), en el que interpretaba a una mujer que era maltratada por su marido. Aunque recaudó 174 millones de dólares en las taquillas de todo el planeta, la crítica le dio la espalda.
Posteriormente, trabajaría con Steven Spielberg, Robin Williams y Dustin Hoffman en Hook (1991), adaptación cinematográfica con actores reales del cuento de Peter Pan y en la que Julia Roberts daba vida al personaje de campanilla. La cinta no recibió el apoyo de la prensa especializada, pero aun así recaudaría más de 300 millones en todo el mundo. Ese mismo año protagonizó junto a Campbell Scott el drama romántico Todo Por Amor. Más tarde participaría en el thriller El informe pelicano (1993), junto a Denzel Washington, película basada en la novela de John Grisham del mismo nombre, que vendría a recaudar 200 millones en taquilla. Tras esta película y durante algunos años, Roberts concatenó proyectos cinematográficos que no tuvieron demasiada repercusión como Me gustan los líos (1994), con Nick Nolte, que sería la película peor valorada de toda su trayectoria cinematográfica; el drama romántico Algo de que hablar (1995) junto a Dennis Quaid o Mary Reilly (1996) por la que fue candidata a los premios Razzie. Participaría en el musical de Woody Allen Todos dicen I Love You (1996), en el que compartió cartel con actores como Drew Barrymore, Edward Norton, Natalie Portman y Goldie Hawn entre otros.

Julia Roberts y el congresista Jim Langevin en mayo de 2002.

Tras una etapa sin grandes proyectos, volvería a recuperar el favor del público y la prensa con la comedia La boda de mi mejor amigo (1997), junto a Dermot Mulroney, Rupert Everett y Cameron Diaz, en la que daba vida a Julianne Potter, una mujer empeñada en destruir la boda de su mejor amigo con el fin de casarse con él. Recibió una nueva candidatura al Globo de Oro a la mejor actriz de comedia o musical. La película obtuvo el apoyo de la prensa cinematográfica, recaudó casi 300 millones en las taquillas de todo el mundo y además recibiría candidaturas al Globo de Oro a la mejor película comedia o musical y al Óscar a la mejor banda sonora. También ese mismo año estrenó el thriller Conspiración (1997) junto a Mel Gibson, que fue dirigido por Richard Donner.
A finales de la década de los 90 cosechó numerosos éxitos, como el drama Quédate a mi lado (1998), en el que compartía cartel con Susan Sarandon y Ed Harris y en el que era productora ejecutiva, y las comedias románticas Notting Hill (1999) y Runaway Bride (1999). En Notting Hill interpretaba a Anna Scott, una actriz de cine muy famosa que se enamoraba de un hombre corriente de Londres, encarnado por Hugh Grant. La película fue elogiada por la prensa especializada, recaudando más de 360 millones de dólares en las taquillas del planeta y le supondría su cuarta nominación a los Globos de Oro, nuevamente en la categoría de Globo de Oro a la mejor actriz de comedia o musical. Además recibió otras dos candidaturas a dichos premios, incluyendo Globo de Oro a la mejor película comedia o musical. En Runaway Bride se volvería a encontrar con Richard Gere y Héctor Elizondo siete años después de Pretty Woman (1990), consiguiendo un nuevo taquillazo de 310 millones. Gracias a estas dos últimas películas se convirtió en la primera mujer en ser considerada la más rentable del año por los distribuidores cinematográficos americanos. En ese mismo año participó en La ley y el Orden en su novena temporada en el episodio 20 titulado "Empire" (Imperio), como Katrina Ludlow, amante de la víctima.

### 2000-2005

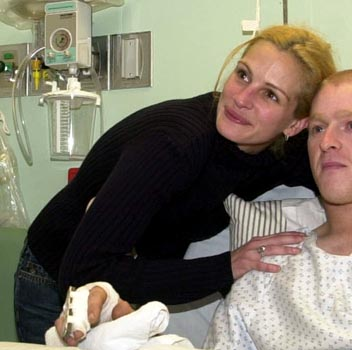
Julia Roberts con un soldado estadounidense en el hospital de la base aérea de Incirlik (Turquía), en diciembre de 2001.

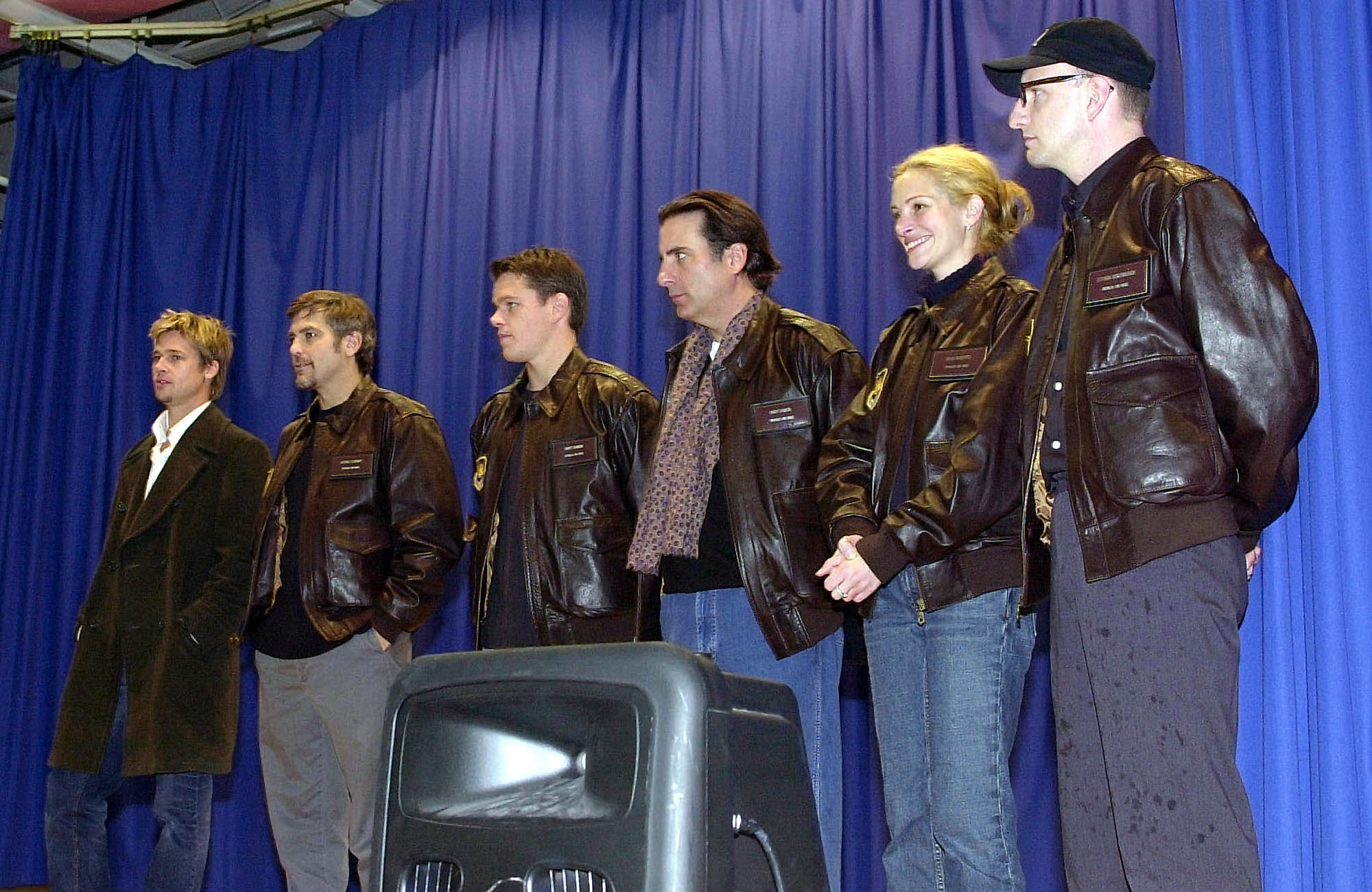
Brad Pitt, George Clooney, Matt Damon, Andy García y Julia Roberts, los personajes principales de Ocean's Eleven, con el director Steven Soderbergh, diciembre de 2001

Roberts protagonizó el drama basado en hechos reales Erin Brockovich (2000), en el que interpretaba a una mujer que intentaba investigar por qué el agua en una pequeña localidad de Estados Unidos hacía enfermar a sus habitantes. Su interpretación le galardonó el Óscar a la mejor actriz, el Globo del Oro a la mejor actriz de drama, el BAFTA a la mejor actriz y el Premio del Sindicato de Actores a la mejor actriz protagonista. Asimismo, la película recibió comentarios halagüeños, recaudando 256 millones en las taquillas del planeta. Además, Roberts se convertiría en la primera mujer que cobraría veinte millones de dólares por su participación en la película, siendo la actriz mejor pagada de la historia.
Tras esta interpretación concatenó  varios películas como The Mexican (2001), en la que compartía cartel con Brad Pitt, aunque apenas coincidieron juntos en la pantalla; o en un papel secundario en la comedia sobre la vida de los actores en Hollywood titulada La pareja del año (2001) con Catherine Zeta-Jones, John Cusack y Billy Crystal. Participó en la adaptación, Ocean's Eleven  (2001), interpretando a Tess Ocean, la mujer del ladrón Danny Ocean que en la película es encarnado por George Clooney. En ella también participaron actores como Brad Pitt, Matt Damon, Andy García y Don Cheadle entre otros. La cinta funcionó crítica y comercialmente recaudando 450 millones de dólares. Luego intervino en la secuela titulada  Ocean's Twelve (2004), a la que se unió Catherine Zeta-Jones.
Roberts se tomó un descanso tras su maternidad y volvió al cine con el drama ambientado en los años 50 La sonrisa de Mona Lisa (2004), en el que compartía escenas con Julia Stiles y Kirsten Dunst. También apareció en un papel secundario en el drama Closer (2004) junto a Jude Law, Clive Owen y Natalie Portman, cosechando buenos comentarios por parte de la prensa especializada. Además, la cinta recibió dos candidaturas a los Óscar.

### 2006-Actualidad

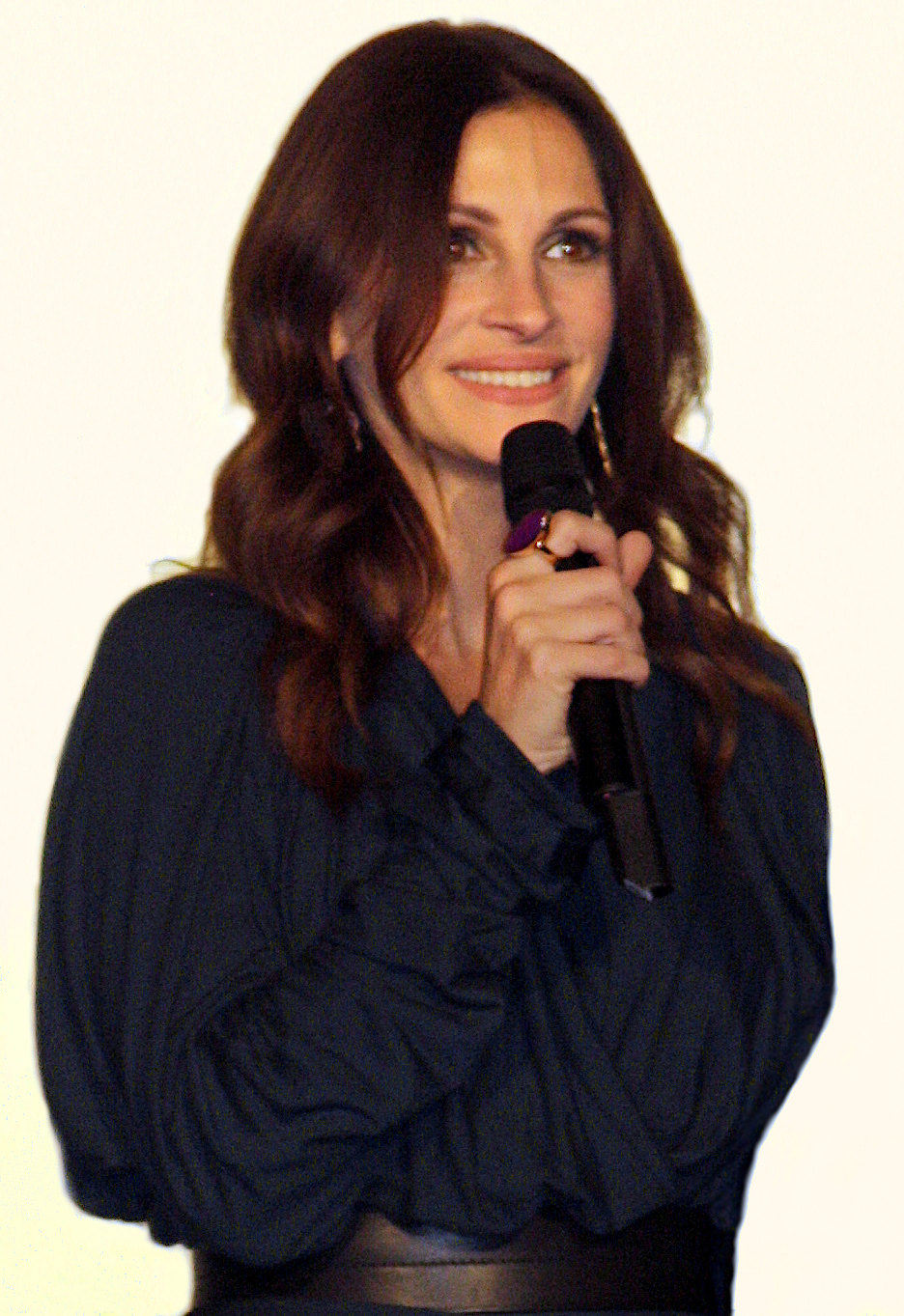
Julia Roberts en París en 2010.

Roberts prestó su voz en las películas de animación Ant Bully Bienvenido al hormiguero (2006) y  La telaraña de Charlotte (2006), esta última protagonizada por Dakota Fanning.
Después vendrían títulos como el drama político Juego de poder (2007) junto a Tom Hanks y Philip Seymour Hoffman, en el que interpretaba a Joanne Herring, una dama de la alta sociedad. Por la participación en este film fue nuevamente candidata al Globo de Oro en la categoría de Globo de Oro a la mejor actriz de reparto. Además, la película recibió otras cuatro nominaciones incluyendo Globo de Oro a la mejor película comedia o musical. Más tarde llegaría el thriller Duplicity (2009) junto a Clive Owen, en el que interpretaba a una agente de la CIA. Por la participación en este filme fue una vez más candidata al Globo de Oro a la mejor actriz de comedia o musical. Además, en la ceremonia 67.ª de los premios presentó la terna Mejor película - drama. También participó en la comedia romántica Día de San Valentín (2010), en la que compartía cartel con actores de la talla de Jessica Alba, Bradley Cooper, Ashton Kutcher, Jennifer Garner, Jamie Foxx, Taylor Lautner y Kathy Bates, entre otros. El film fue vapuleado por la crítica especializada, aunque llegó a recaudar 56 millones de dólares en su primer fin de semana, convirtiéndose así en una de las comedias románticas más taquilleras en el fin de semana de estreno.
Julia en 2009 se convirtió en la nueva cara de la exitosa marca Lancôme y luego, en 2012, se transformó en la embajadora mundial de la nueva fragancia de la marca "La vie est belle" creación olfativa de Olivier Polge, Dominique Ropion y Anne Flipo. Respecto a Roberts el presidente de Lancôme Internacional, Youcef Nabi dijo: 

"La única persona que puede representar la femineidad de la fragancia y que puede representar a todas las mujeres (por su honestidad) es Julia Roberts".

En 2010 fue galardonada con el Premio Donostia en el Festival de Cine de San Sebastián donde se presentó su película Comer, rezar, amar junto a Javier Bardem. La historia narra las peripecias vitales y amorosas de Liz Gilbert, una recién divorciada que a pesar de tenerlo todo, como una buena casa, esposo ejemplar y gran éxito profesional, se siente desorientada. Decidida a volver a encontrarse a sí misma, emprende un viaje alrededor del mundo. En Italia descubrirá el placer de la comida, en India el poder de la oración y el amor verdadero en Bali.
En 2011, Roberts protagonizó la comedia romántica Larry Crowneen el papel de Mercedes Tainot junto al también protagonista y director de la misma Tom Hanks.
La película recibió malas críticas en general, con solo el 35% de los 175 comentarios de Rotten Tomatoes.
Asimismo, protagonizó la adaptación 2012 Tarsem Singh de Blancanieves, llamada Espejito, espejito, junto a Lily Collins y Armie Hammer entre otros, interpretando el papel de la Reina Malvada.
American Girl films: Roberts ha dado vida a algunos de los libros de American Girl, como películas, como productora ejecutiva junto a su hermana Lisa.
También fue la presentadora oficial de la terna Mejor película - drama en la 70.ª edición de los Premios Globos de Oro el 13 de enero de 2013.
A comienzos de enero de 2013 se confirmó que Roberts protagonizaría The Normal Heart, película para la cadena de televisión HBO que narra la historia de la doctora parapléjica Emma Brookner, interpretada por ella, que trata a los primeros pacientes infectados de sida cuando el virus se desata a principios de la década de los 80 en Nueva York. La película, que se estrenó en 2014, está basada en la obra de teatro autobiográfica de Larry Kramer The Normal Heart, escrita en 1985 y por la que ganaría un premio Tony. Fue dirigida por Ryan Murphy y coprotagonizada por Mark Ruffalo, quien interpreta a Ned Weeks, un escritor y activista gay que funda el primer grupo de defensa del VIH para sensibilizar la opinión pública en torno a la enfermedad.

## Vida privada

### Relaciones sentimentales

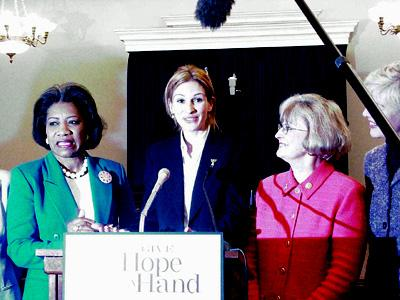
Julia Roberts junto a Judy Biggert en el Capitolio de los Estados Unidos.

A Julia Roberts se le conocen numerosos romances, varios de  ellos con compañeros de reparto como Daniel Day-Lewis, Liam Neeson, Dylan McDermott, Kiefer Sutherland, Jason Patric, Matthew Perry y Benjamin Bratt. Estuvo comprometida con Dylan McDermott, su coprotagonista en Magnolias de acero, su relación terminó durante el rodaje de Pretty Woman. También fue prometida del actor Kiefer Sutherland, a quien conoció en 1990 en la película Línea mortal. Roberts y Sutherland anunciaron su compromiso con una elaborada planificación para su boda que estaba programada para el 14 de junio de 1991. Pero Roberts rompió repentinamente el compromiso tres días antes del casamiento debido a que él le había sido infiel con una bailarina de strip tease. Roberts luego viajó a Irlanda en compañía de Jason Patric, un amigo de Sutherland. El 25 de junio de 1993 se casó con el cantante de música country Lyle Lovett. La boda tuvo lugar en la iglesia luterana de St. James en Marion, Indiana, cerca de donde Lovett aparecía en gira con su banda. En marzo de 1995, la pareja se separó y posteriormente se divorciaron.
En 1998, Roberts comenzó a salir con la estrella de Ley y Orden, Benjamin Bratt, quien el 25 de marzo de 2001 sería su acompañante en la ceremonia de los premios de la Academia, en la que ganaría su Óscar a la mejor actriz. En junio de 2001, Roberts y Bratt anunciaron que ya no eran pareja: "Ha llegado a un amable y tierno final", dijo ella de su relación.
La actriz encontró estabilidad sentimental junto a Daniel Moder, a quien conoció durante el rodaje de El Mexicano (2001) y con quien se casaría en julio de 2002 en una ceremonia celebrada en Nuevo México. En la actualidad, el matrimonio tiene tres hijos en común, los mellizos Phinnaeus Walter y Hazel Patricia, que nacieron el 28 de noviembre de 2004 en Los Ángeles, Estados Unidos. En esta misma ciudad, nació su tercer hijo el 18 de junio de 2007, a quien llamaron Henry Daniel. La familia acostumbra a residir varios meses al año en el rancho que la actriz posee en Nuevo México, ya que sostiene que es un gran lugar para poder relajarse en compañía de sus hijos y su marido.

### Hermanastra
En 2014 la hermanastra de Julia Roberts, Nancy Motes se quitó la vida mediante una ingesta de fármacos. El Daily Mail tuvo acceso a la carta que Nancy escribió, en la nota se confirma que su familia fue responsable de su decisión con las siguientes palabras: «Mi madre y mis supuestos hermanos no merecen obtener nada de mí, excepto la certeza de que fueron ellos quienes propiciaron la depresión más profunda que he tenido que afrontar en mi vida».

Nancy había sido obligada por la protagonista de 'Pretty woman' a someterse a una dieta para bajar de peso ya que era mayormente conocida como "La Hermana Gordita de Julia Roberts". Sobre esto Motes ya se había pronunciado desde antes diciendo: «Julia no quiso que tomara el camino de la actuación, así que recibí muchas críticas por su parte que fueron muy desmoralizadoras». Debido al despegue de Julia como actriz, los medios de comunicación fueron silenciados debido al peso de la Familia Roberts en ese tiempo en la industria para que el caso fuera ignorado.

### Creencias
Roberts fue educada en la fe cristiana, y recibió influencias tanto del catolicismo como de la religión baptista, aunque ella considera decididamente que su educación fue católica.
En una entrevista de 2010 para la revista Elle, reveló que cree en el hinduismo y sus prácticas. Actualmente, es una devota de Neem Karoli Baba (Maharaj-ji). Una foto de este religioso hindú atrajo a Roberts a estas prácticas creyentes. Aun así, considera que el legado de la fe católica sigue vigente en ella.

### Obras benéficas
Roberts ha dado su tiempo y recursos para Unicef, así como a otras organizaciones de caridad. Roberts es embajadora de buena voluntad de ese organismo desde el 10 de mayo de 1995, cuando Roberts llegó a Puerto Príncipe, donde dijo: "educarse a sí misma". La pobreza que encontró fue abrumadora. "Mi corazón acaba de romperse", dijo. Los funcionarios de Unicef esperaban que su visita de seis días diera lugar a donativos de $10 millones para la ayuda solicitada en ese momento. En ese mismo año Roberts viajó a Haití oficiando de embajadora: 

"Estoy aquí con Unicef para ver qué podemos hacer para llevar más amor y apoyo a los niños de Haití, que creo son la esperanza y el corazón de este país"

En 2000, Roberts fue la narradora de "Ángeles Silent", un documental sobre el síndrome de Rett, un trastorno genético neurológico y del desarrollo, que fue rodado en Los Ángeles, Baltimore y Nueva York. El documental fue concebido para ayudar a sensibilizar la opinión pública en torno a esta enfermedad poco frecuente que afecta principalmente a las niñas.
En julio de 2006, la Tierra Biocombustibles anunció a Roberts como portavoz de la compañía y como presidenta de la recién formada Junta Asesora, para la promoción del uso de combustibles renovables.

### Opiniones políticas
Roberts apoyó a Kamala Harris durante las elecciones presidenciales de Estados Unidos de 2024. Acompañó a Harris en un mitin de campaña en el estado clave de Georgia y también protagonizó un anuncio político a favor de Harris. Donald Trump, quien se enfrentó a Harris en las elecciones, criticó a Roberts por su participación en el anuncio.

### Hábitos personales
Roberts prefiere andar descalza, incluso en eventos públicos como festivales de cine, programas de entrevistas y su boda con Lyle Lovett. Su hábito de andar descalza se incorporó a varios de sus papeles cinematográficos, incluyendo Campanilla en Hook.

## Filmografía
| Año  | Título                             | Rol                                 |
| ---- | ---------------------------------- | ----------------------------------- |
| 1987 | Firehouse                          | Babs                                |
| 1988 | Satisfacción                       | Daryle Shane                        |
| 1988 | Mystic Pizza                       | Daisy Arujo                         |
| 1988 | Blood Red                          | Maria Collogero                     |
| 1989 | Steel Magnolias                    | Shelby Eatenton Latcherie           |
| 1990 | Pretty Woman                       | Vivian Ward                         |
| 1990 | Línea mortal                       | Rachel Mannus                       |
| 1991 | Durmiendo con el enemigo           | Laura Williams Burney / Sara Waters |
| 1991 | Elegir un amor                     | Hilary O'Neil                       |
| 1991 | Hook                               | Campanilla                          |
| 1992 | The Player                         | Ella misma                          |
| 1993 | El informe Pelícano                | Darby Shaw                          |
| 1994 | I Love Trouble                     | Sabrina Peterson                    |
| 1994 | Prêt-à-porter                      | Anne Eisenhower                     |
| 1995 | Something to Talk About            | Grace King Bichon                   |
| 1996 | Mary Reilly                        | Mary Reilly                         |
| 1996 | Michael Collins                    | Kitty Kiernan                       |
| 1996 | Everyone Says I Love You           | Von Sidell                          |
| 1997 | La boda de mi mejor amigo          | Julianne Potter                     |
| 1997 | Conspiración                       | Alice Sutton                        |
| 1998 | Quédate a mi lado                  | Isabel Kelly                        |
| 1999 | Runaway Bride                      | Maggie Carpenter                    |
| 1999 | Notting Hill                       | Anna Scott                          |
| 2000 | Erin Brockovich                    | Erin Brockovich                     |
| 2001 | The Mexican                        | Samantha Barzel                     |
| 2001 | La pareja del año                  | Kathleen «Kiki» Harrison            |
| 2001 | Oceans's Eleven                    | Tess Ocean                          |
| 2002 | Confesiones de una mente peligrosa | Patricia Watson                     |
| 2002 | Full Frontal                       | Francesca / Catherine               |
| 2003 | La sonrisa de Mona Lisa            | Katherine Ann Watson                |
| 2004 | Closer                             | Anna Cameron                        |
| 2004 | Ocean's Twelve                     | Tess Ocean                          |
| 2004 | Tell Them Who You Are              | Ella misma                          |
| 2006 | The Ant Bully                      | Hova (voz)                          |
| 2006 | Charlotte's Web                    | La Araña Charlotte (voz)            |
| 2007 | Charlie Wilson's War               | Joanne Herring                      |
| 2008 | Fireflies in the Garden            | Lisa Taylor                         |
| 2009 | Duplicity                          | Claire Stenwick                     |
| 2010 | Valentine's Day                    | Katherine «Kate» Hazeltine          |
| 2010 | Eat Pray Love                      | Elizabeth «Liz» Gilbert             |
| 2011 | Larry Crowne                       | Mercedes «Mercy» Tainot             |
| 2011 | Love, Wedding, Marriage            | Terapeuta                           |
| 2012 | Mirror mirror                      | Reina Clementianna                  |
| 2013 | August: Osage County               | Barbara Weston Fordham              |
| 2015 | Secret in their eyes               | Jess Cobb                           |
| 2016 | Money Monster                      | Patty Fenn                          |
| 2016 | Mother's Day                       | Miranda Collins                     |
| 2017 | Smurfs: The Lost Village           | Pitufisauce (voz)                   |
| 2017 | Wonder                             | Isabel Pullman                      |
| 2018 | Ben Is Back                        | Holly Burns                         |
| 2022 | Ticket to Paradise                 | Georgia Cottom                      |
| 2023 | Dejar el mundo atrás               | Amanda Sandford                     |

| Año  | Título                             | Rol                 | Notas                                          | Ref.          |
| ---- | ---------------------------------- | ------------------- | ---------------------------------------------- | ------------- |
| 1987 | Crime Story                        | Tracy               | Episodio: «The Survivor»                       | [ 77 ]        |
| 1988 | Miami Vice                         | Polly Wheeler       | Episodio: «Mirror Image»                       | [ 78 ]        |
| 1988 | Baja Oklahoma                      | Candy Hutchins      | Película de televisión                         | [ 79 ]        |
| 1995 | Before Your Eyes: Angelie’s Secret | Narradora           | Película de televisión                         | [ 80 ]        |
| 1996 | Friends                            | Susie Moss          | Episodio: «The One After the Superbowl»        | [ 81 ]        |
| 1998 | Murphy Brown                       | Ella misma          | Episodio: «Never Can Say Goodbye»              | [ 82 ] [ 83 ] |
| 1999 | Law & Order                        | Katrina Ludlow      | Episodio: «Empire»                             | [ 84 ] [ 82 ] |
| 2003 | Freedom: A History Of Us           | Virginia Eyewitness | 2 episodios                                    | [ 85 ]        |
| 2006 | Beslan: Three Days in September    | Narradora           | Documental                                     |               |
| 2010 | Hope for Haiti Now                 | Ella misma          | Especial de televisión                         |               |
| 2014 | The Normal Heart                   | Emma Brookner       | Película de televisión                         |               |
| 2018 | Homecoming                         | Heidi Bergman       | Elenco principal; también productora ejecutiva | [ 86 ]        |
| 2022 | Gaslit                             | Martha Mitchell     | Elenco principal; también productora ejecutiva | [ 87 ]        |

## Premios y nominaciones
| Año  | Premio                                            | Categoría | Título                             | Resultado  |
| ---- | ------------------------------------------------- | --- | ---------------------------------- | ---------- |
| 1989 | Young Artist Awards                               | Mejor Actriz Joven en una Película - Drama | Mystic Pizza                       | Nominada   |
| 1989 | Independent Spirit Awards                         | Mejor Actriz | Mystic Pizza                       | Nominada   |
| 1991 | Premios Saturn                                    | Mejor actriz de reparto | Línea mortal                       | Nominada   |
| 1991 | David di Donatello Awards                         | Mejor Actriz Extranjera | Pretty Woman                       | Nominada   |
| 1991 | Kids' Choice Awards                               | Mejor Actriz de película | Pretty Woman                       | Ganadora   |
| 1991 | People's Choice Awards                            | Mejor Actriz de película | Pretty Woman                       | Ganadora   |
| 1991 | People's Choice Awards                            | Mujer favorita de entretenimiento |                                    | Ganadora   |
| 1991 | ShoWest Convention                                | Estrella femenina del año |                                    | Ganadora   |
| 1992 | Premios Saturn                                    | Mejor Actriz | Durmiendo con su enemigo           | Nominada   |
| 1992 | Premios MTV de cine                               | Mejor Interpretación Femenina | Todo por Amor                      | Nominada   |
| 1992 | Premios MTV de cine                               | Mujer Más Deseada | Todo por Amor                      | Nominada   |
| 1992 | People's Choice Award                             | Actriz favorita de comedia |                                    | Ganadora   |
| 1992 | People's Choice Award                             | Actriz favorita de drama |                                    | Ganadora   |
| 1992 | Razzie Awards                                     | Peor Actriz de reparto | Hook                               | Nominada   |
| 1993 | People's Choice Award                             | Actriz Favorita |                                    | Nominada   |
| 1994 | Premios MTV de cine                               | Mejor Interpretación Femenina | El informe Pelícano                | Nominada   |
| 1994 | National Board of Review                          | Mejor Actuación de un Reparto (Compartido con Marcello Mastroianni, Sophia Loren, Jean-Pierre Cassel, Kim Basinger, Stephen Rea y Lili Taylor entre otros)        | Pret-a-porter                      | Ganadora   |
| 1994 | People's Choice Award                             | Actriz Favorita de Drama |                                    | Ganadora   |
| 1996 | People's Choice Award                             | Actriz favorita |                                    | Nominada   |
| 1997 | Hasty Pudding Theatricals                         | Mujer del Año |                                    | Ganadora   |
| 1997 | Razzie Awards                                     | Peor Actriz de Reparto | El secreto de Mary Reilly          | Nominada   |
| 1998 | People's Choice Award                             | Actriz favorita |                                    | Ganadora   |
| 1998 | Blockbuster Entertainment Award                   | Actriz favorita - Suspenso | Conspiración                       | Ganadora   |
| 1998 | Blockbuster Entertainment Award                   | Actriz Favorita- Comedia | La boda de mi mejor amigo          | Ganadora   |
| 1998 | Premios MTV de cine                               | Mejor Interpretación Femenina | La boda de mi mejor amigo          | Nominada   |
| 1998 | Satellite Awards                                  | Mejor actriz - Musical o Comedia | La boda de mi mejor amigo          | Nominada   |
| 1998 | ShoWest Convention                                | Estrella Internacional del Año |                                    | Ganadora   |
| 1999 | Blockbuster Entertainment Award                   | Mejor Actriz- Drama | Quédate a mi lado                  | Ganadora   |
| 1999 | Kids' Choice Awards                               | Actriz de película favorita | Quédate a mi lado                  | Nominada   |
| 1999 | People's Choice Awards                            | Actriz favorita de película |                                    | Nominada   |
| 2000 | Blockbuster Entertainment Award\|                 | Actriz favorita de comedia romántica | Runaway Bride                      | Nominada   |
| 2000 | Csapnivalo Awards                                 | Mejor Interpretación Femenina | Runaway Bride                      | Nominada   |
| 2000 | Premios MTV de cine                               | Mejor Interpretación Femenina | Runaway Bride                      | Nominada   |
| 2000 | Kids' Choice Awards                               | Actriz de película favorita | Runaway Bride                      | Nominada   |
| 2000 | Kids' Choice Awards                               | Actriz de película favorita | Notting Hill                       | Nominada   |
| 2000 | Kids' Choice Awards                               | Dúo Favorito (Compartido con Hug Grant) | Notting Hill                       | Nominada   |
| 2000 | Blockbuster Entertainment Award                   | Actriz favorita de comedia romántica | Notting Hill                       | Nominada   |
| 2000 | Satellite Awards                                  | Mejor actriz - Musical o Comedia | Notting Hill                       | Nominada   |
| 2000 | Las Vegas Film Critics Society Awards             | Mejor Actriz | Erin Brockovich                    | Nominada   |
| 2000 | Boston Society of Film Critics Awards             | Mejor Actriz | Erin Brockovich                    | 3.er lugar |
| 2000 | Los Angeles Film Critics Association Awards       | Mejor Actriz | Erin Brockovich                    | Ganadora   |
| 2000 | National Board of Review                          | Mejor Actriz | Erin Brockovich                    | Ganadora   |
| 2000 | San Diego Film Critics Society Awards             | Mejor Actriz | Erin Brockovich                    | Ganadora   |
| 2000 | Teen Choice Awards                                | Mejor Actriz | Erin Brockovich                    | Ganadora   |
| 2000 | People's Choice Award                             | Actriz favorita |                                    | Ganadora   |
| 2001 | Blockbuster Entertainment Award                   | Actriz Favorita- Drama | Erin Brockovich                    | Ganadora   |
| 2001 | Broadcast Film Critics Association Awards         | Mejor Actriz | Erin Brockovich                    | Ganadora   |
| 2001 | Asociación de Críticos de Cine de Chicago         | Mejor Actriz | Erin Brockovich                    | Nominada   |
| 2001 | Dallas-Fort Worth Film Critics Association Awards | Mejor Actriz | Erin Brockovich                    | 2.º Lugar  |
| 2001 | Empire Awards                                     | Mejor Actriz | Erin Brockovich                    | Nominada   |
| 2001 | London Critics Circle Film Awards                 | Actriz del Año | Erin Brockovich                    | Ganadora   |
| 2001 | Premios MTV de cine                               | Mejor Interpretación Femenina | Erin Brockovich                    | Ganadora   |
| 2001 | Premios MTV de cine                               | Mejor línea de una película "Bite my ass, Krispy Kreme!" | Erin Brockovich                    | Nominada   |
| 2001 | Sociedad de Críticos de Cine Online               | Mejor Actriz | Erin Brockovich                    | Nominada   |
| 2001 | Satellite Awards                                  | Mejor Actriz en una Película, Drama | Erin Brockovich                    | Nominada   |
| 2001 | Teen Choice Awards                                | Cine - Elección Química (Compartido con Brad Pitt) | La Mexicana                        | Nominada   |
| 2002 | Premios Phoenix Film Critics Society              | Mejor Actuación de reparto (Compartido con Casey Affleck, Scott Caan, George Clooney, Matt Damon, Andy García, Elliott Gould, Bernie Mac y Brad Pitt entre otros) | La Gran Estafa                     | Nominada   |
| 2002 | People's Choice Awards                            | Actriz Favorita |                                    | Ganadora   |
| 2003 | People's Choice Awards                            | Actriz Favorita |                                    | Ganadora   |
| 2004 | People's Choice Awards                            | Actriz Favorita |                                    | Ganadora   |
| 2004 | National Board of Review                          | Mejor Actuación de reparto (Compartido con Jude Law, Clive Owen y Natalie Portman)                                                                                | Closer                             | Ganadora   |
| 2005 | Broadcast Film Critics Association Award          | Mejor Actuación de reparto (Compartido con Jude Law, Clive Owen y Natalie Portman)                                                                                | Closer                             | Nominada   |
| 2005 | Broadcast Film Critics Association Award          | Mejor Actuación de reparto (Compartido con Don Cheadle, George Clooney, Matt Damon, Andy García, Bernie Mac, Brad Pitt y Catherine Zeta-Jones entre otros)        | La Nueva Gran Estafa               | Nominada   |
| 2005 | People's Choice Awards                            | Actriz Favorita |                                    | Ganadora   |
| 2007 | Kids' Choice Awards                               | Voz favorita de una película animada | Ant Bully Bienvenido al hormiguero | Nominada   |
| 2007 | American Cinematheque Gala Tribute                | American Cinematheque Award |                                    | Ganadora   |
| 2011 | People's Choice Awards                            | Actriz Favorita |                                    | Nominada   |
| 2011 | Sociedad Americana de Directores de Fotografía    | Board of the Governors Award |                                    | Ganadora   |
| 2012 | People's Choice Awards                            | Actriz Favorita |                                    | Nominada   |

### Premios Óscar
| Año  | Categoría               | Película           | Resultado | Ref.   |
| ---- | ----------------------- | ------------------ | --------- | ------ |
| 1990 | Mejor actriz de reparto | Magnolias de Acero | Nominada  | [ 12 ] |
| 1991 | Mejor actriz            | Pretty Woman       | Nominada  | [ 14 ] |
| 2001 | Mejor actriz            | Erin Brockovich    | Ganadora  | [ 1 ]  |
| 2014 | Mejor actriz de reparto | Agosto             | Nominada  |        |

### Premios Globo de Oro
| Año  | Categoría                        | Película                  | Resultado |
| ---- | -------------------------------- | ------------------------- | --------- |
| 1990 | Mejor actriz de reparto          | Magnolias de acero        | Ganadora  |
| 1991 | Mejor actriz - Comedia o musical | Pretty Woman              | Ganadora  |
| 1998 | Mejor actriz - Comedia o musical | La boda de mi mejor amigo | Nominada  |
| 2000 | Mejor actriz - Comedia o musical | Notting Hill              | Nominada  |
| 2001 | Mejor actriz - Drama             | Erin Brockovich           | Ganadora  |
| 2008 | Mejor actriz de reparto          | Juego de Poder            | Nominada  |
| 2010 | Mejor actriz - Comedia o musical | Duplicity                 | Nominada  |
| 2014 | Mejor actriz de reparto          | Agosto                    | Nominada  |
| 2018 | Mejor actriz - Drama             | Homecoming                | Nominada  |

### Premios BAFTA
| Año  | Categoría               | Película             | Resultado |
| ---- | ----------------------- | -------------------- | --------- |
| 1990 | Mejor actriz            | Pretty Woman         | Nominada  |
| 2000 | Mejor actriz            | Erin Brockovich      | Ganadora  |
| 2014 | Mejor actriz de reparto | August: Osage County | Nominada  |

### Premios del Sindicato de Actores
| Año  | Categoría                 | Película             | Resultado | Ref.  |
| ---- | ------------------------- | -------------------- | --------- | ----- |
| 2000 | Mejor actriz protagonista | Erin Brockovich      | Ganadora  | [ 2 ] |
| 2014 | Mejor actriz de reparto   | August: Osage County | Nominada  |       |

### Premios Primetime Emmy
| Año  | Categoría                                                                                            | Título            | Resultado |
| ---- | --- | ----------------- | --------- |
| 1999 | Actriz Invitada Sobresaliente en una Serie Dramática (Episodio "Empire"; Personaje "Katrina Ludlow") | La ley y el Orden | Nominada  |
| 2014 | Actriz de Reparto (Dr. Emma Brookner)                                                                | The Normal Heart  | Nominada  |

### Festival Internacional de Cine de San Sebastián
| Año  | Categoría       | Resultado |
| ---- | --------------- | --------- |
| 2010 | Premio Donostia | Ganadora  |